# Европейско пространство за висше образование
Европейското пространство за висше образование (на английски: European Higher Education Area (EHEA)) включва към 2021 година 49 европейски държави, участващи в Болонския процес във висшето образование.
Представлява етап в реализацията на основната цел на Болонския процес – сближаване, хармонизиране и последователност на системите за висше образование в Европа. В периода от 1999 до 2010 г. усилията на участниците в Болонския процес са насочени към създаване на Европейското пространство за висше образование. То става реалност след подписването на декларацията на конференцията на европейските министри на образованието в Будапеща – Виена през март 2010 г., едновременно с X годишнина от решението за Болонския процес.